# Stor-Kälsjön, Jämtland
Stor-Kälsjön är en sjö i Bräcke kommun i Jämtland och ingår i Ljungans huvudavrinningsområde. Sjön har en area på 0,0988 kvadratkilometer och ligger 437,1 meter över havet.

## Delavrinningsområde
Stor-Kälsjön ingår i det delavrinningsområde (694841-149122) som SMHI kallar för Ovan Lombäcken. Medelhöjden är 393 meter över havet och ytan är 37,29 kvadratkilometer. Räknas de 2 avrinningsområdena uppströms in blir den ackumulerade arean 54,35 kvadratkilometer. Harrån som avvattnar avrinningsområdet har biflödesordning 2, vilket innebär att vattnet flödar genom totalt 2 vattendrag innan det når havet efter 114 kilometer. Avrinningsområdet består mestadels av skog (89 procent). Avrinningsområdet har 0,1 kvadratkilometer vattenytor vilket ger det en sjöprocent på 0,3 procent.